# جامعة يورك (إنجلترا)
جامعة يورك (يُشار إليها اختصارًا باسم Ebor أو York) هي جامعة أبحاث جامعية تقع في مدينة يورك بإنجلترا. تأسست الجامعة عام 1963، وتوسعت لتشمل أكثر من ثلاثين قسمًا ومركزًا، تغطي مجموعة واسعة من الموضوعات.
تقع في الجنوب الشرقي من مدينة يورك، ويبلغ حجم الحرم الجامعي حوالي 500 أكر (200 ها). يشتمل الحرم الجامعي الأصلي، الحرم الغربي، على حديقة يورك للعلوم والمركز الوطني لتعلم العلوم، وتبرز الحياة البرية وبحيرات الحرم الجامعي والمساحات الخضراء. في مايو 2007، مُنحت الجامعة إذنًا لبناء امتداد لحرمها الرئيسي، على أرض صالحة للزراعة شرق قرية هيسلينجتون القريبة. تم افتتاح الحرم الجامعي الثاني، الحرم الشرقي، في عام 2009 وفيه ثلاث كليات وثلاثة أقسام بالإضافة إلى مساحات للمؤتمرات وقرية رياضية و «حاضنة» الأعمال التجارية الناشئة. تستأجر المؤسسة أيضًا قصر الملك في وسط مدينة يورك. بلغ إجمالي دخل الجامعة 331.4 مليون جنيه إسترليني في العام الدراسي 2016/17، منها 66.0 مليون جنيه إسترليني من المنح والعقود البحثية.
تأسست الكلية التاسعة في عام 2014 وسميت قسطنطين على اسم الإمبراطور الروماني قسطنطين الأول الذي أعلن أغسطس في يورك عام 306 م. هناك خطط لبناء كليتين جديدتين في المستقبل القريب. في عام 2012، انضم يورك إلى مجموعة راسل للجامعات البريطانية المكثفة البحثية.

## التاريخ

### الأصول

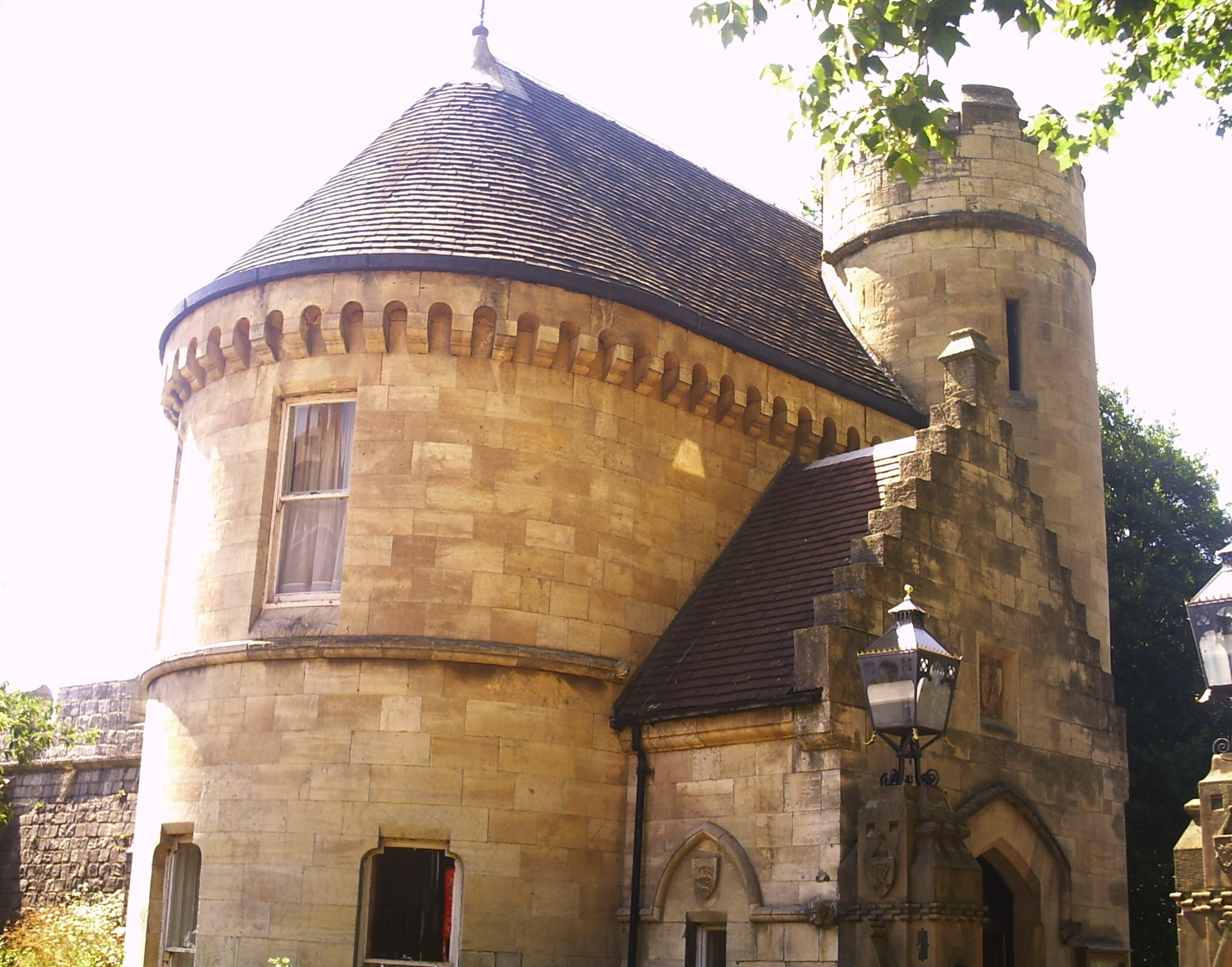
لودج، حدائق المتاحف، موطن جمعية يوركشاير الفلسفية

تم تقديم أول طلب لإنشاء جامعة في يورك إلى جيمس الأول عام 1617. في عام 1641، تم تقديم التماس ثانٍ ولكن لم يتم تسليمه بسبب الحرب الأهلية الإنجليزية عام 1642. تم تقديم التماس ثالث عام 1647 لكن البرلمان رفضه. في عشرينيات القرن التاسع عشر كانت هناك مناقشات حول تأسيس جامعة في يورك، لكن هذا لم يؤت ثماره بسبب تأسيس جامعة دورهام في عام 1832. في عام 1903، اقترح إف جي مونبي وجمعية يوركشاير الفلسفية، من بين آخرين، «جامعة فيكتوريا في يوركشاير».
أوليفر شيلدون، مدير راونتري والمؤسس المشارك ليورك سيفيك ترست، كان القوة الدافعة وراء الحملة لتأسيس الجامعة.

### التأسيس
في عام 1963 اُفتتحت الجامعة بـ 216 طالبًا جامعيًا و14 طالب دراسات عليا و 28 أكاديميًا وإداريًا. بدأت الجامعة بستة أقسام هي: الاقتصاد، والتعليم، واللغة الإنجليزية، والتاريخ، والرياضيات، والسياسة. وكانت في ذلك الوقت الجامعة تتألف من ثلاثة مبانٍ، بشكل رئيسي قصر الملك التاريخي في وسط المدينة وقاعة هيسلينجتون، التي لها أسس تيودور وتقع في قرية هيسلينجتون على حافة يورك. بعد مرور عام، بدأ العمل في الهياكل المبنية لهذا الغرض في حرم هيسلينجتون الجامعي، والذي يشكل الآن الجزء الرئيسي من الجامعة.
قال البارون جيمس من روشولمي، النائب الأول لرئيس الجامعة، عن جامعة يورك إنه «يجب أن تكون ذات طابع جماعي، ويجب أن تسعى عن عمد إلى الحد من عدد المواد الدراسية وأن الكثير من التدريس يجب أن يتم من خلال الدروس التعليمية وندوات». نظرًا لتأثير غرايم مودي، الرئيس المؤسس لقسم السياسة، يشارك الطلاب في إدارة الجامعة على جميع المستويات، ومنذ ذلك الحين تم اعتماد نموذجه على نطاق واسع.
تم تأسيس أول كليات يورك، ديروينت ولانغويث، في عام 1965، وتلاهما ألكوين وفانبرو في عام 1967 وجودريك في عام 1968. في عام 1972 تبعتها كلية وينتورث.
اشتهرت الجامعة بنهجها الإبداعي في التدريس. اشتهرت بتبنيها المبكر لدرجات الشرف المشتركة والتي غالبًا ما كانت واسعة جدًا مثل التاريخ وعلم الأحياء. كما اتخذت نهجًا مبتكرًا في العلوم الاجتماعية من خلال إدخال درجة لمدة خمس سنوات في هذا الموضوع.

### التوسعة
بعد عام 1972، توقف بناء الكليات حتى عام 1990 مع تأسيس كلية جيمس. في البداية، كان الهدف من جيمس أن يكون كلية للدراسات العليا فقط. ومع ذلك، بدأت الجامعة في التوسع بسرعة، حيث تضاعف حجمها تقريبًا من 4,300 إلى 8,500 طالب. في عام 1993، تقرر أن تصبح الكلية مفتوحة للطلاب الجامعيين.
أدى التوسع في أعداد الطلاب أيضًا إلى إنشاء المزيد من أماكن الإقامة من قبل الجامعة، والتي سميت «هاليفاكس كورت»؛ كان أعضاء محكمة هاليفاكس أعضاء في كليات أخرى، ومع ذلك، سرعان ما شكلوا غرفة مشتركة صغيرة خاصة بهم. في عام 2002، تم إنشاء محكمة هاليفاكس كلية كاملة للجامعة وتم تغيير اسمها إلى كلية هاليفاكس.

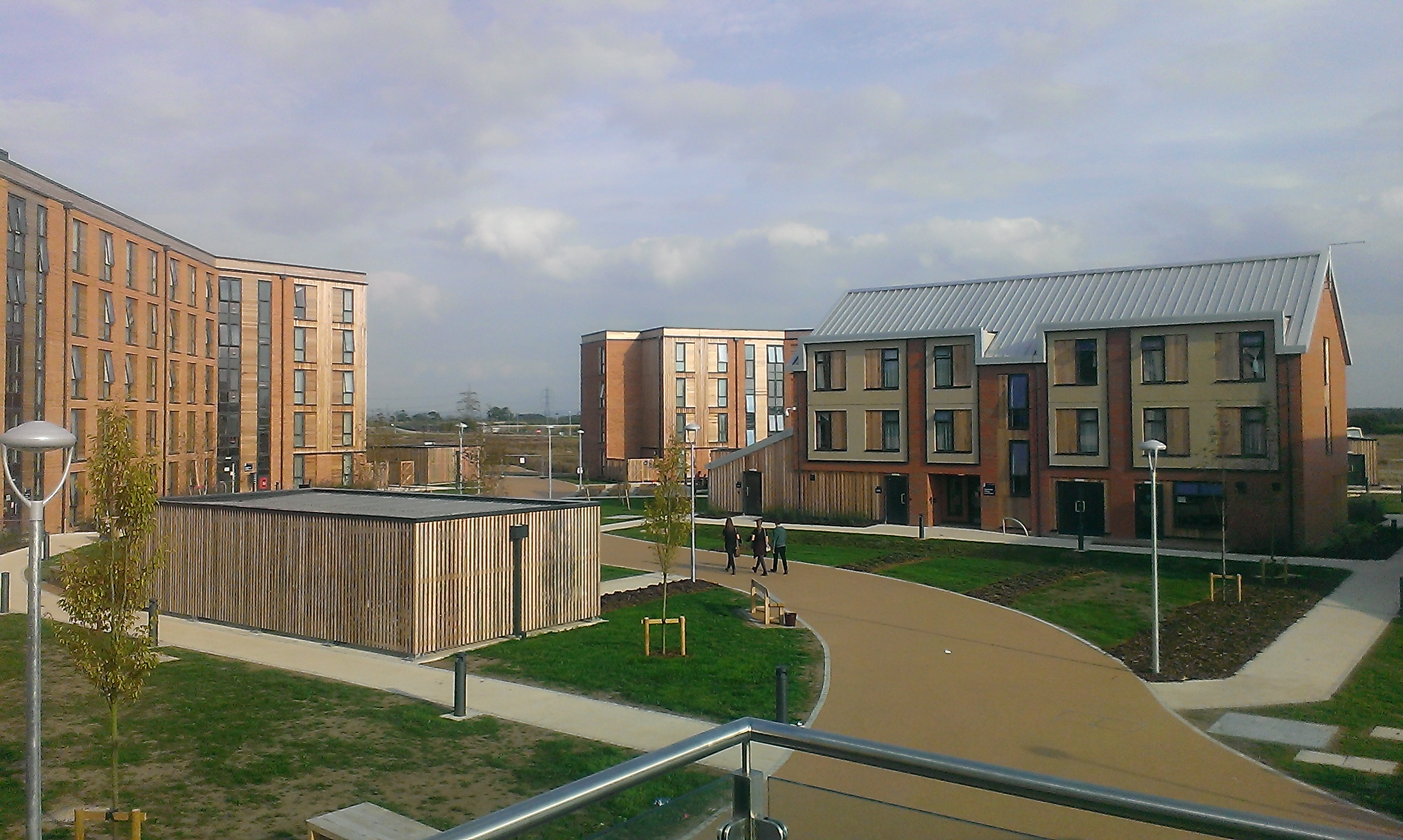
كلية قسنطينة هي أحدث كلية تأسست عام 2014.

في عام 2003، وضعت الجامعة خططًا لإنشاء حرم جامعي لـ 5,000 طالب إضافي، ولإدخال عدد من الموضوعات الجديدة مثل القانون وطب الأسنان. لعدد من السنوات، كانت خطط توسع الجامعة محدودة بسبب قيود التخطيط، حيثتنص شروط التخطيط لمدينة يورك على أنه يمكن بناء 20% فقط من مساحة الأرض، وأن الحرم الجامعي الأصلي كان بكامل طاقته مستغلًا.
في عام 2004، تم الانتهاء من خطط توسعة 117 هكتارًا للحرم الجامعي، والتي كانت تسمى في البداية هيسلينجتون إيست، مصممة لتعكس حرم هيسلينجتون ويست الحالي. تُعرف الآن باسم الحرم الشرقي والحرم الغربي. حددت الخطط أن الحرم الجامعي الجديد سيتم بناؤه على أرض صالحة للزراعة بين متنزه جريمستون بار وموقف سيارات الركوب وقرية هيسلينجتون. أزيلت الأرض من الحزام الأخضر خاصة لغرض توسيع الجامعة. بعد مشاورات مطولة وتحقيق علني في مقترحات في عام 2006، أعطى وزير الدولة لشؤون الجاليات والحكومة المحلية الضوء الأخضر للبدء في مايو 2007.

## الحرم الجامعي

### الحرم الغربي

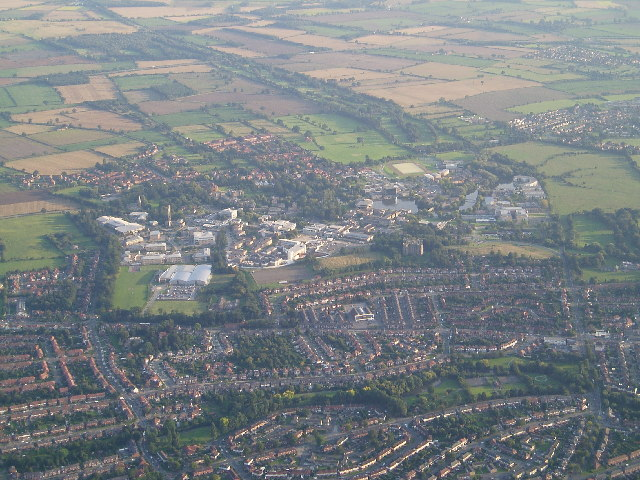
الحرم الجامعي من الجو باتجاه الجنوب في سبتمبر 2005

في عام 1964، بدأ العمل في مرافق الحرم الجامعي في أراضي هيسلينجتون. تم تجفيف أراضي المستنقعات، وتم بناء البحيرة المتعرجة التي تهيمن على الحرم الجامعي، وتم تنسيق المنطقة، وتصميم المباني الأصلية من قبل المهندسين المعماريين السير أندرو ديربيشاير وستيرات جونسون مارشال، مع مدخلات أيضًا من نائب المستشار اللورد جيمس والبروفيسور باتريك نوتجنز والمسجل جون وست تايلور.
تم تجميع الهياكل الجديدة باستخدام نظام CLASP للبناء الجاهز، ومن ثم تم إدراج يورك ضمن ما يسمى جامعات زجاج الألواح.

#### قاعة هيسلينجتون

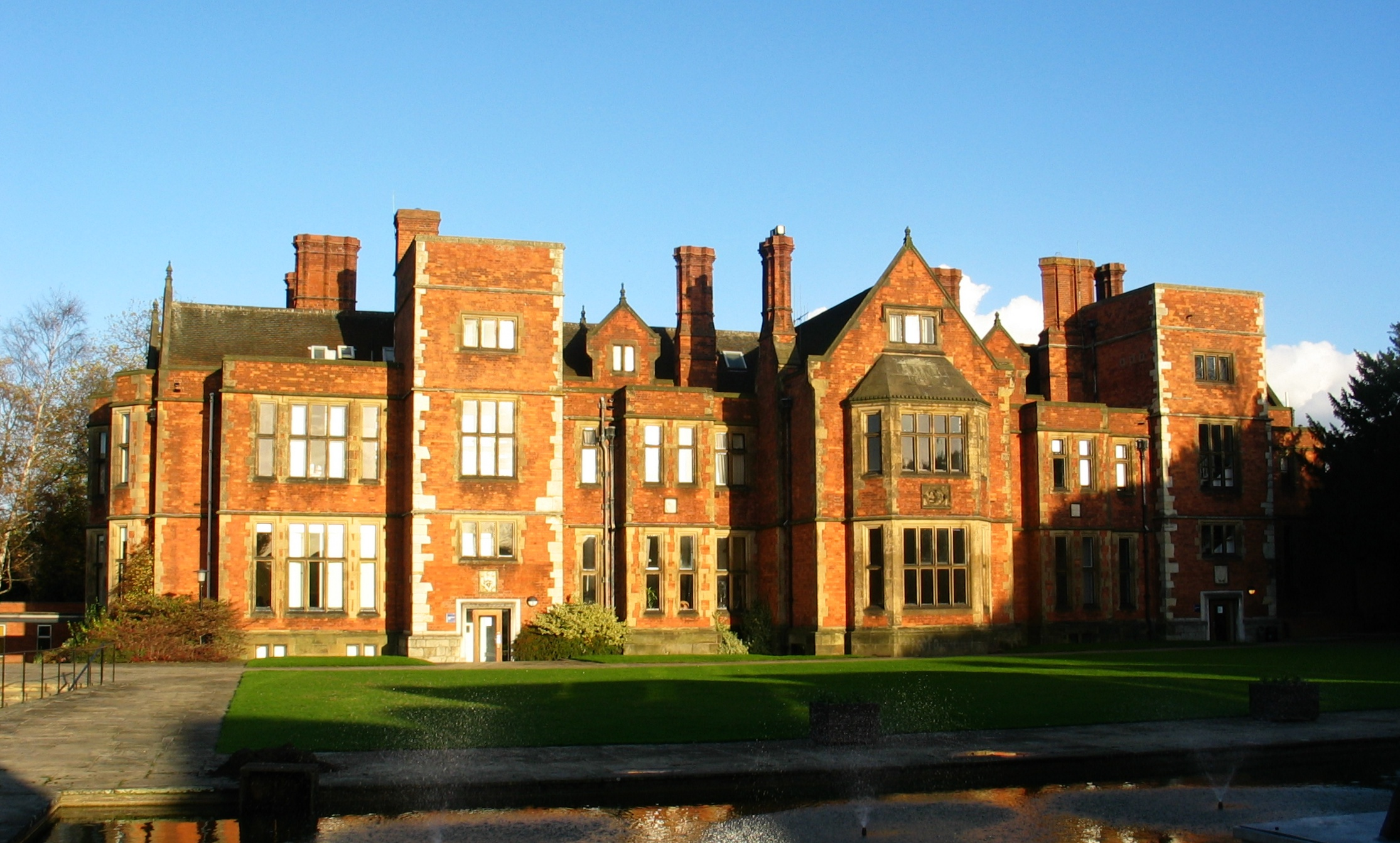
قاعة هيسلينجتون

هيسلينجتون هول عبارة عن منزل مانور مُدرج من الدرجة الثانية، تم إعادة بنائه ويتكون من مبنى مكون من طابقين مكون من تسعة أعمدة مع علية وجناحين من طابقين في كل طرف. تم تشييد منزل مانور الأصلي في عام 1568 من أجل السير توماس أينز، أمين سر مجلس الشمال وحارسه. وزوجته اليزابيث.
عند اندلاع الحرب العالمية الثانية، أخلت العائلة المنزل، مما سمح للقوات الجوية الملكية بالاستيلاء عليه كمقر لمجموعة سلاح الجو الملكي رقم 4، وهي جزء من قيادة قاذفات سلاح الجو الملكي البريطاني. لم يُسكن المنزل من قبل الأسرة بعد الحرب. في عام 1955، تم منح القاعة حالة بناء مدرج من الدرجة الثانية. عندما تأسست الجامعة أشرف السير برنارد فيلدن على تحويلها إلى مقر إداري للجامعة. كانت القاعة والجامعة في ذلك الوقت في إيست ريدنج أوف يوركشاير على الرغم من أنهما الآن جزء من مدينة يورك.

## التنظيم والإدارة

### الكليات
يورك جامعة ولديها تسع كليات. تتمتع جميع الكليات بوضع متساو ولكل منها دستورها الخاص. تدار الإدارة اليومية للكليات من قبل لجنة منتخبة من أعضاء هيئة التدريس والطلاب برئاسة وكيل الكلية. تحتوي معظم الكليات على غرفة مشتركة صغيرة للطلاب الجامعيين، والتي تديرها لجنة الغرفة المشتركة للمبتدئين المنتخبة، وغرفة مشتركة للخريجين لطلاب الدراسات العليا، بالإضافة إلى غرفة مشتركة لكبار السن، والتي يديرها ممثلون منتخبون من الأكاديميين بالكلية وأعضاء إداريين. ومع ذلك، تجمع الكليات الأخرى بين التمثيل الجامعي والدراسات العليا معًا في اتحادات الطلاب.
يتم تعيين الكليات عن عمد للطلاب الجامعيين وطلاب الدراسات العليا والموظفين من مجموعة واسعة من التخصصات. ذكرت صحيفة صنداي تايمز أن «الكليات مجتمعات متماسكة داخل الجامعة وتتمتع بتنافس صحي.» تشترك الكليات في السمات العملية لقاعات الإقامة في جامعات المملكة المتحدة الأخرى، بالإضافة إلى كليات أوكسبريدج ودورهام التقليدية. تخطط الجامعة لبناء كليتين جديدتين لافتتاحهما في عامي 2019 و 2020، حيث تقع كلاهما في الحرم الجامعي الشرقي أو واحدة في الحرم الجامعي الشرقي والغربي.

### الأقسام الأكاديمية
تستضيف الجامعة عددًا من مراكز البحوث متعددة التخصصات، بما في ذلك معهد بورثويك للأرشيف، ومركز النهضة والدراسات الحديثة المبكرة، ومركز دراسات القرن الثامن عشر، ومركز الدراسات الحديثة، ومركز دراسات العصور الوسطى، ومعهد التعليم الفعال ومعهد الفهم العام للماضي. يستضيف قسم السياسة وحدة إعادة الإعمار والتنمية بعد الحرب ومركز حقوق الإنسان التطبيقية.

### الحكم

#### قائمة المستشارين

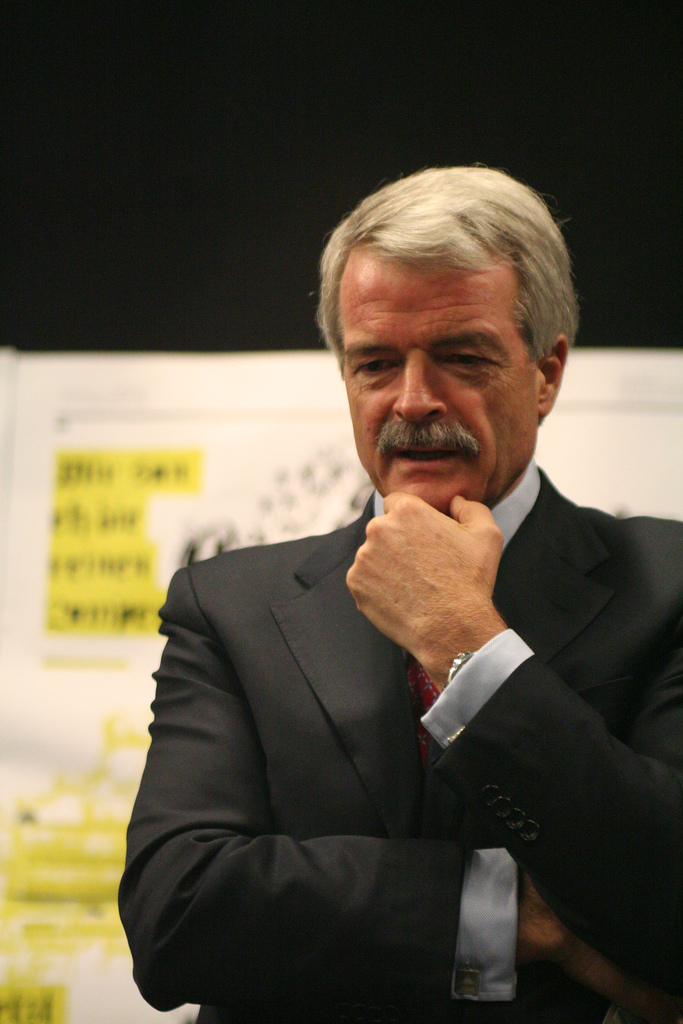
السير مالكولم جرانت، المستشار الحالي

- جورج لاسيليس، إيرل هاروود السابع (1962-1967)
- كينيث كلارك، بارون كلارك (1967–1978)
- مايكل سوان، بارون سوان (1979-1990)
- السيدة جانيت بيكر (1991-2004)[19]
- جريج دايك (2004-2015)
- السير مالكولم جرانت (2015-لا يزال)[38]

#### قائمة نواب المستشارين
- إريك جيمس، بارون جيمس من روشولمي (1962-1973)
- موريس كارستيرز (1973-1978)
- بيريك شاول (1979-1993)
- السير رونالد كوك (1993-2002)
- بريان كانتور (2002-2013)[19]
- جين جرينفيل، التمثيل (2013)
- كوين لامبرتس (2014-2018)
- شاول تندلر، بالوكالة (2018-2019)
- تشارلي جيفري (2019)[39]

## الملف الأكاديمي

### السمعة والترتيب الأكاديمي
قالت صحيفة صنداي تايمز إن "يورك هي إحدى قصص النجاح الأكاديمي في بريطانيا، حيث اكتسبت سمعة لمنافسة أكسفورد وكامبريدج في غضون 40 عامًا.
في عام 2014، تم تصنيف جامعة يورك في المرتبة الثامنة كأفضل جامعة تحت سن 50 عامًا في العالم، والأولى في المملكة المتحدة.
في 25 نوفمبر 2010، حصلت يورك على لقب «جامعة العام» في حفل جوائز تايمز للتعليم العالي، وحصلت على إشادة الحكام «لنجاحها في الجمع بين التميز الأكاديمي والاندماج الاجتماعي، فضلاً عن سجلها في الاكتشاف العلمي».
في تصنيفات تايمز للتعليم العالي، تم إدراج يورك في المرتبة 34 لعلوم الحياة والطب الحيوي. أصدرت صحيفة صنداي تايمز متوسطات جميع جداولها على مدى 10 سنوات، لتحتل يورك المرتبة السادسة في البلاد من 1998-2007. في عام 2000، صنفت ساتون ترست يورك كجامعة رائدة في المملكة المتحدة، مما جعلها في المرتبة السادسة بشكل عام.
في عام 2018، سجلت CWTS Leiden أن هناك 2833 منشورًا من قبل الجامعة بين عامي 2013 و2016 مما جعلها 425 في العالم من حيث الكمية و 128 من حيث نسبتها من أعلى 10% منشورات.
صنف التصنيف العالمي العام ليورك من قبل ARWU بين 301 و 400 لعام 2019 (أيضًا 301 و 400 لعام 2018). صنفت QS يورك في المرتبة 134 في 2019 (135 = في 2018 و 127 في 2017) وكان ترتيب تايمز للتعليم العالي لعام 2019 هو 119 (137 = في 2018 و 129 في 2016-17). تضع جميع التصنيفات الوطنية الرئيسية الثلاثة يورك ضمن أفضل 30 مكانًا، مع وضع التايمز في المرتبة 22 والجارديان في المرتبة 12 في عام 2019 ودليل الجامعة الكامل في المرتبة 22 لعام 2021.
في تصنيف شنغهاي الأكاديمي لجامعات العالم لعام 2019، كانت التخصصات البحثية الأعلى تصنيفًا في يورك هي علوم الغلاف الجوي والبيئة (كلاهما في النطاق 51-75) وعلم النفس والاقتصاد (كلاهما في المرتبة 76-100).

### القبول والتسجيل
|                                      | 2017      | 2016  | 2015  | 2014  | 2013   |
| ------------------------------------ | --------- | ----- | ----- | ----- | ------ |
| التطبيقات                            | 25.560    | 25955 | 25650 | 25300 | 25.075 |
| سعر العرض (٪)                        | 83.8      | 80.5  | 78.5  | 78.4  | 75.8   |
| التسجيل                              | 4590      | 4525  | 4185  | 4000  | 4045   |
| <b id="mwAoU">يخضع أو يستسلم (٪)</b> | 21.4      | 21.7  | 20.8  | 20.2  | 21.3   |
| مقدم الطلب / نسبة المسجلين           | 5.57      | 5.74  | 6.13  | 6.33  | 6.20   |
| متوسط تعريفة الدخول                  | غير متوفر | 159   | 422   | 430   | 436    |

تُظهر المعلومات الخاصة بمعايير الالتحاق التي تم جمعها من العام الدراسي 2014/15 بواسطة وكالة إحصاءات التعليم العالي أن الطالب العادي في جامعة يورك قد حقق تعريفة UCAS البالغة 430، وهي أعلى رقم 19 في المملكة المتحدة. الدرجة A في المستوى A تعادل 120 نقطة، و A عند AS تساوي 60 نقطة، يمكن افتراض أن متوسط المشاركين يحقق ABB في المستوى A و AB في AS Level لأن معظم المتقدمين يأخذون 5 AS Levels وتتخصص في 3 مستويات. تطلب جامعة يورك، جنبًا إلى جنب مع عدد قليل من الجامعات البريطانية الأخرى، درجة A * الجديدة لبعض متطلبات الالتحاق بالدورة. تقدم الجامعة عروض القبول لـ 78.5% من المتقدمين لها، وهو أدنى رقم 15 مشترك بين مجموعة راسل.
يوجد حوالي 6.2 طلب لكل طالب جامعي، ومعدل إتمام 93.2% مع حوالي 80% من الخريجين يتخرجون بدرجة أولى / 2: 1.
17.9% من الطلاب الجامعيين في جامعة يورك حاصلون على تعليم خاص، وهي أعلى نسبة 20% بين الجامعات البريطانية السائدة. في العام الدراسي 2016-2017، كان للجامعة تقسيم موطن 80: 5:16 من المملكة المتحدة: الاتحاد الأوروبي: الطلاب من خارج الاتحاد الأوروبي على التوالي مع نسبة الإناث إلى الذكور 56:44.

### إحصاءات التدريس الرسمية
قدم تقرير وكالة ضمان الجودة لعام 2003 عن المؤسسة أفضل نتائجها الثلاثة الممكنة قائلاً إنه «يمكن وضع ثقة واسعة في سلامة إدارة الجامعة الحالية والمستقبلية المحتملة لجودة برامجها الأكاديمية والمعايير الأكاديمية الخاصة بها. جوائزها».
تم سرد أحدث بيانات تقييم جودة التدريس لجامعة يورك أدناه. في الحالات قبل تشرين الثاني (نوفمبر) 1995، لم يتم استخدام قيمة عددية من أصل 24. في هذه الحالات، يكون «ممتاز» هو أعلى درجة ممكنة تليها «مقبول» ثم «غير مرض». في ظل النظام الأحدث، يتم تحديد جودة التدريس من 24. 22/24 أو أعلى يعادل «ممتاز» على المقياس القديم 20 قسمًا من أصل 23 على تصنيف «ممتاز».
| نتائج تقييم جودة التدريس | نتائج تقييم جودة التدريس | نتائج تقييم جودة التدريس |
| قسم                      | تاريخ آخر تقييم          | نتيجة                    |
| ------------------------ | ------------------------ | ------------------------ |
| علم الآثار               | نوفمبر 2001              | 24/24                    |
| هندسة معمارية            | مارس 1994                | ممتاز                    |
| مادة الاحياء             | مارس 2000                | 24/24                    |
| علوم الكمبيوتر           | مارس 1994                | ممتاز                    |
| اقتصاديات                | يناير 2001               | 24/24                    |
| الدراسات التربوية        | أكتوبر 2001              | 24/24                    |
| إلكترونيات               | يناير 1998               | 24/24                    |
| الإنجليزية               | نوفمبر 1994              | ممتاز                    |
| العلوم الصحية (التمريض)  | يناير 2000               | 21/24                    |
| التاريخ                  | أكتوبر 1993              | ممتاز                    |
| تاريخ الفن               | مايو 1998                | 21/24                    |
| اللغة والدراسات اللغوية  | فبراير 1996              | 22/24                    |
| إدارة                    | مارس 2001                | 22/24                    |
| الرياضيات                | أكتوبر 1998              | 22/24                    |
| موسيقى                   | فبراير 1995              | ممتاز                    |
| فلسفة                    | ديسمبر 2000              | 24/24                    |
| الفيزياء                 | نوفمبر 1999              | 24/24                    |
| سياسة                    | نوفمبر 2000              | 24/24                    |
| علم النفس                | فبراير 2000              | 24/24                    |
| السياسة الاجتماعية       | فبراير 1995              | ممتاز                    |
| الخدمة الاجتماعية        | نوفمبر 1994              | ممتاز                    |
| علم الاجتماع             | نوفمبر 1995              | 23/24                    |

### تقييم البحوث
تتمتع يورك بسمعة رائعة في البحث مع 19 وحدة تقييم من أصل 23 في تمرين تقييم البحث لعام 2000، حيث حصلت على تصنيف 5 و 3 5 * (حيث 1 هي الأدنى و 5 * أعلى تصنيف ممكن) في بحث 2001 تمرين التقييم. تمت ترقية قسم اللغة الإنجليزية والأدب ذي الصلة وقسم علوم الكمبيوتر لاحقًا من 5 * إلى 6 * (تشير إلى درجات 5 * متتالية)، وتم تصنيف قسم علم النفس على أنه 6 * لـ التمويل. باستخدام هذه الإحصائيات، صنفت يورك سادس أفضل مؤسسة بحثية في المملكة المتحدة. كانت نسبة الموظفين المقدمين كأبحاث نشطة في كل وحدة تقييم أعلى من 80٪.
| نتائج تمرين تقييم البحث         | نتائج تمرين تقييم البحث |
| وحدة التقييم                    | تقييم عام 2001          |
| ------------------------------- | ----------------------- |
| الموضوعات السريرية المجتمعية    | 5                       |
| التمريض                         | 5                       |
| علم النفس                       | 5 * (لاحقًا 6 * للتمويل) |
| العلوم البيولوجية               | 5                       |
| كيمياء                          | 5                       |
| الفيزياء                        | 4                       |
| العلوم البيئية                  | 4                       |
| الرياضيات البحتة                | 5                       |
| الرياضيات التطبيقية             | 5                       |
| علوم الكمبيوتر                  | 5 * (لاحقًا 6 *)         |
| الهندسة الكهربائية والإلكترونية | 3 أ                     |
| الاقتصاد والاقتصاد القياسي      | 5 *                     |
| السياسة والدراسات الدولية       | 5                       |
| السياسة الاجتماعية والإدارة     | 5                       |
| الخدمة الاجتماعية               | 5                       |
| علم الاجتماع                    | 5                       |
| اللغة الإنجليزية وآدابها        | 5 * (لاحقًا 6 *)         |
| اللغويات                        | 5                       |
| علم الآثار                      | 3 أ                     |
| التاريخ                         | 5                       |
| فلسفة                           | 5                       |
| موسيقى                          | 5                       |
| التعليم                         | 4                       |

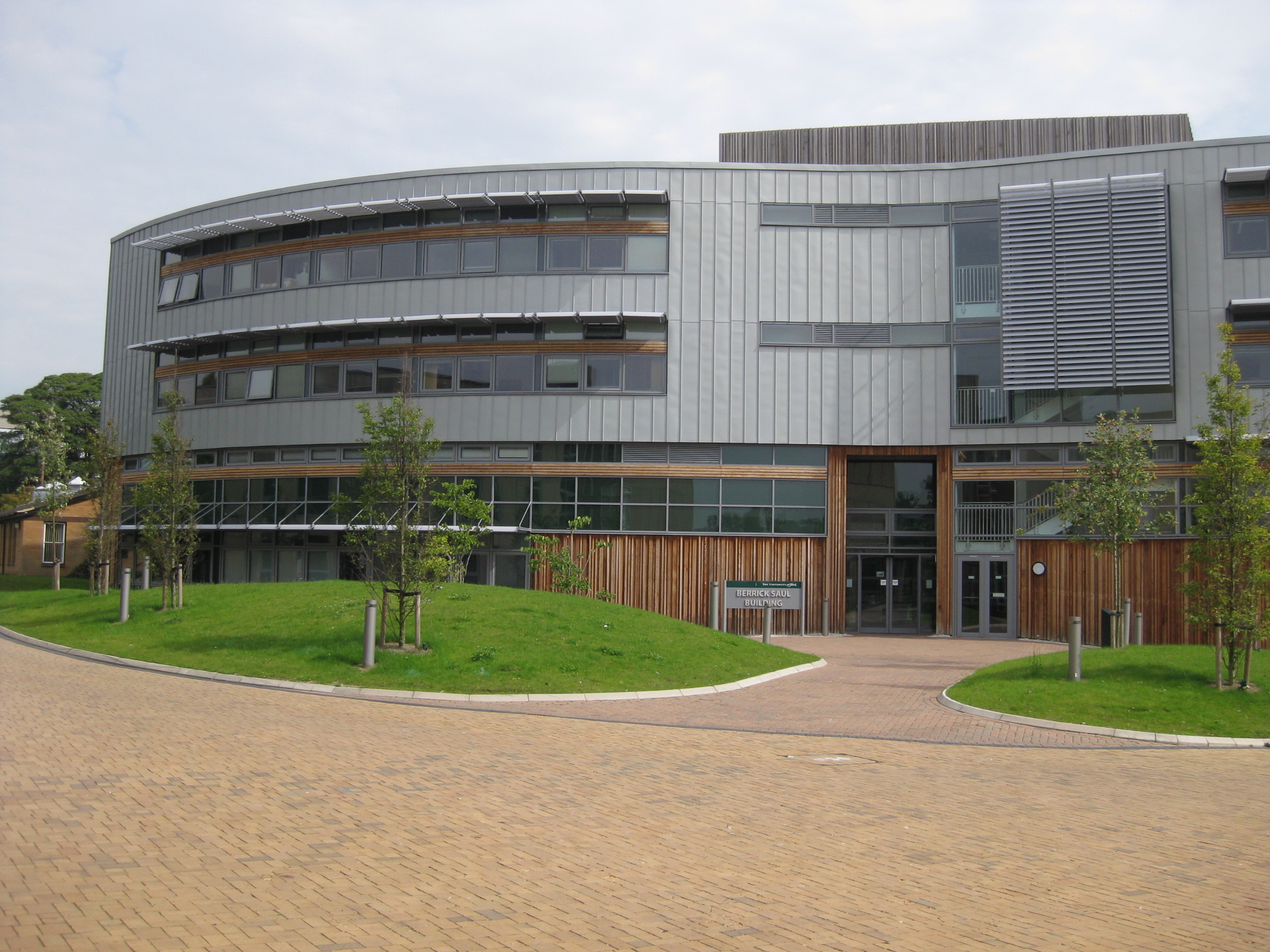
مبنى بيريك شاول

يورك عضو مؤسس في شبكة الجامعات العالمية التي تدعم التعاون العالمي في التدريس والبحث. حصلت الجامعة على جائزة الذكرى السنوية للملكة خمس مرات - في عام 1997 عن عمل قسم علوم الكمبيوتر؛ في عام 2005 لعمل مركز المنتجات الزراعية الجديدة، في عام 2007 لعمل مركز اقتصاديات الصحة، في عام 2009 لعمل وحدة أبحاث السياسة الاجتماعية التابعة لقسم السياسة الاجتماعية والعمل الاجتماعي. وفي عام 2011 لدور مؤثر لقسم الآثار في توسيع نطاق علم الآثار.

### وسائل الإعلام

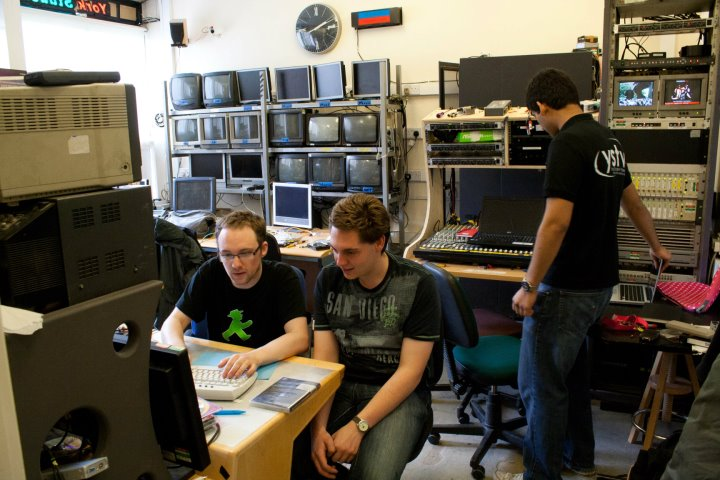
غرفة التحكم في تلفزيون طلاب يورك، وتقع في كلية جيمس

تأسست قناة طلبة يورك في الجامعة عام 1967 وهي أقدم محطة تلفزيونية للطلاب في إنجلترا. كان YSTV يحمل ذات مرة الرقم القياسي العالمي لأطول بث تلفزيوني مستمر تحت مدير واحد. تم اختيارها كأفضل محطة تلفزيونية طلابية في 2012 و 2014 و 2019 جوائز ناستا.
راديو يورك الجامعي هو أقدم محطة إذاعية مستقلة في المملكة المتحدة وحائز على جائزة أفضل محطة راديو طلابية لعام 2005.
تم إطلاق مجلة يورك الساخرة في عام 2009، وفي عام 2010 فازت بجائزة NUS لأفضل إعلام طلابي. وهي نشرة عبر الإنترنت أنشأها الطلاب كشركة مستقلة في عام 2007 ؛ تم ترشيحه لجوائز Guardian Student Media.

### الرياضة
تلعب فرق الجامعة باللونين الأسود والذهبي. يورك عضو في الجامعات والكليات الرياضية البريطانية (BUCS) وتضم 65 فريقًا مشاركًا. في نهاية موسم 2013/2014، احتلت يورك المرتبة 38 من أصل 145 مؤسسة مشاركة.

## الخريجون والأكاديميون البارزون

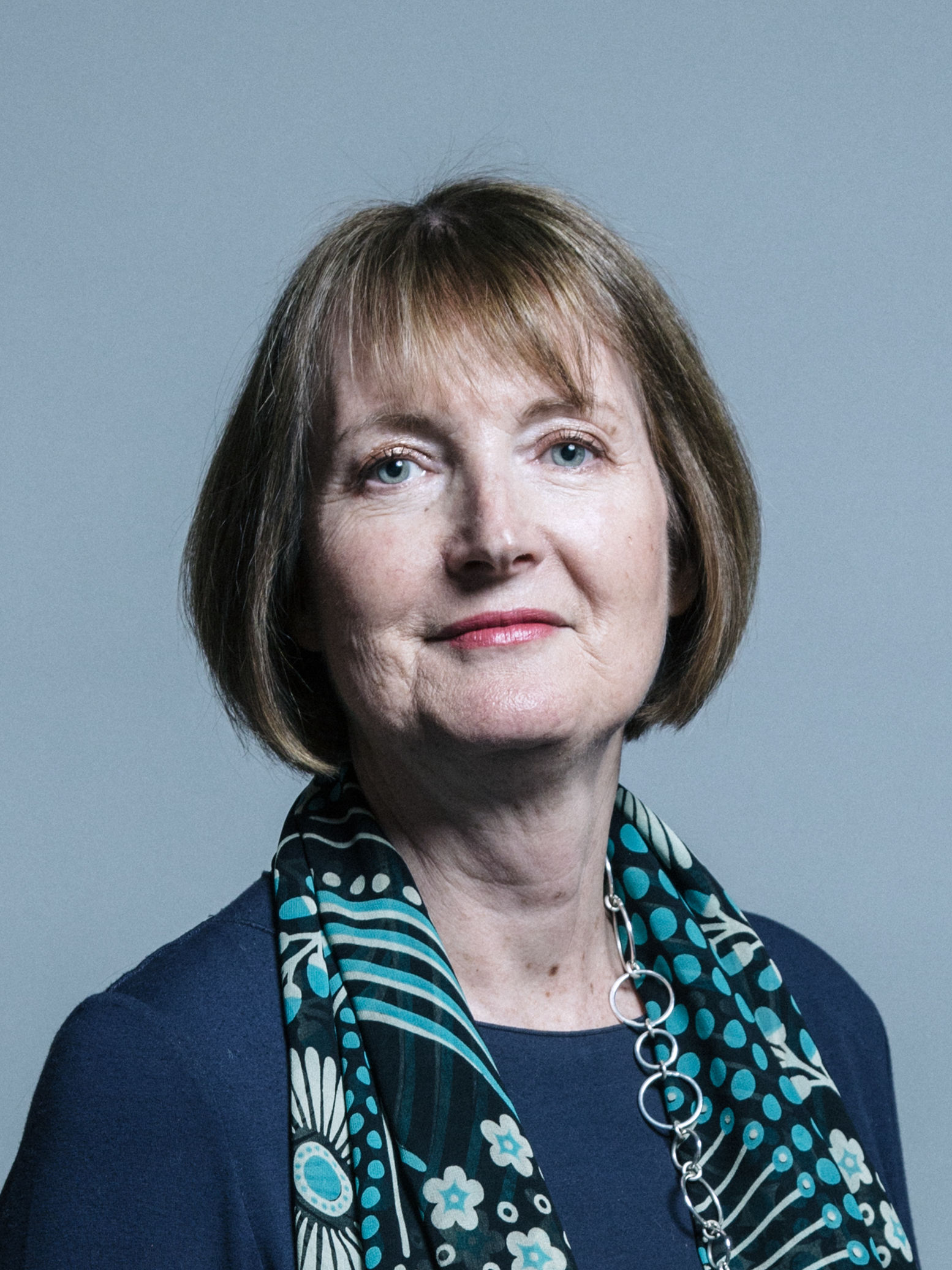
عضوة البرلمان هارييت هارمان خريجة جامعة يورك.

يوجد في يورك عدد كبير من الخريجين الناشطين في السياسة، بما في ذلك ما لا يقل عن خمسة عشر عضوًا في برلمان المملكة المتحدة وخمسة أعضاء في مجلس اللوردات وعضوين في البرلمان الإسكتلندي وعضو واحد في البرلمان الأوروبي والعديد من وزراء الحكومات الأخرى حول العالم. أكمل الرئيس السابق ورئيس الوزراء البرتغالي السابق أنيبال كافاكو سيلفا الدكتوراه في الاقتصاد من جامعة يورك. الحاكم العام الحالي لبليز كولفيل يونغ حاصل على درجة الدكتوراه في اللغويات من يورك. النائب الأول لرئيس مجموعة البنك الدولي الدكتور محمود محيي الدين حاصل على درجة الماجستير في تحليل السياسات الاقتصادية والاجتماعية من جامعة يورك.
يتم تمثيل الجامعة أيضًا من قبل خريجين متعلمين في الفنون الحرة مثل الأدب الإنجليزي والعلوم الاجتماعية والاقتصاد والفلسفة وتاريخ العصور الوسطى والموسيقى. التحق المؤلف أنتوني هورويتز بجامعة يورك وتخرج عام 1973 بدرجة في الأدب الإنجليزي وتاريخ الفن.
جريج دايك، رئيس اتحاد كرة القدم الإنجليزي والمعهد البريطاني للأفلام، طالب سابق، كان قد تخرج عام 1974 بدرجة البكالوريوس في السياسة، وعاد إلى يورك كمستشار جامعي من 2004 إلى 2015. كما درس في الجامعة المدير الحالي لمتحف التاريخ الطبيعي، السير مايكل ديكسون، حاصل على درجة الدكتوراه في علم الحيوان من جامعة يورك.
في الآونة الأخيرة، بسبب التوسع في مجالات التكنولوجيا، أنتجت أيضًا علماء كمبيوتر بارزين، مثل المؤسس المشارك لشركة إيثريوم جيفن وود، وعالم الكمبيوتر كريس ليلي.
الأكاديميون البارزون المرتبطون بجامعة يورك يشملون المعلم الأدبي المتميز فرانك ريموند ليفيز والناشط المناهض للفصل العنصري أدريان ليفتوتش.

## وصلات خارجية
- الموقع الرسمي للجامعة